# Mistrzostwa Polski w biegach narciarskich
Mistrzostwa Polski w biegach narciarskich – coroczne zawody sportowe, w trakcie których wyłaniani są mistrzowie Polski w biegach narciarskich, organizowane przez Polski Związek Narciarski. Współcześnie mistrzostwa rozgrywane są na Polanie Jakuszyckiej w Szklarskiej Porębie, na przełęczy Kubalonka w Wiśle, w Zakopanem lub w słowackim Szczyrbskim Jeziorze.
Pierwsze mistrzostwa Polski w biegach narciarskich rozegrano w ramach Mistrzostw Polski w Narciarstwie 1920 w Zakopanem. Pierwszą rozegraną konkurencją biegową był bieg na 18 km.
W niektórych latach (np. w 2013 i 2015) medale mistrzostw Polski były przyznawane również podczas Biegu Piastów. W trakcie głównego biegu tworzono wtedy osobną klasyfikację uwzględniającą tylko zawodników walczących o medale mistrzostw kraju. 

## Historia
(lista niepełna)
| Rok  | Miejsce                      |
| ---- | ---------------------------- |
| 1920 | Zakopane                     |
| 1921 | Zakopane                     |
| 1922 | Worochta                     |
| 1923 | Sławsko                      |
| 1924 | Krynica                      |
| 1925 | Krynica                      |
| 1926 | Zakopane                     |
| 1927 |                              |
| 1928 |                              |
| 1929 |                              |
| 1930 |                              |
| 1931 |                              |
| 1932 |                              |
| 1933 |                              |
| 1934 | Wisła/Zakopane               |
| 1935 | Zakopane/Krynica             |
| 1936 | Zakopane                     |
| 1937 | Zakopane/Wisła               |
| ...  | ...                          |
| 1999 | Szklarska Poręba             |
| 2000 | Wisła                        |
| 2001 | Zakopane                     |
| 2002 | Szklarska Poręba             |
| 2003 | Szklarska Poręba             |
| 2004 | Zakopane                     |
| 2005 | Wisła                        |
| 2006 | Wisła                        |
| 2007 | Wisła                        |
| 2008 | Szklarska Poręba             |
| 2009 | Szklarska Poręba             |
| 2010 | Szklarska Poręba             |
| 2011 | Szklarska Poręba             |
| 2012 | Szklarska Poręba             |
| 2013 | Wisła                        |
| 2014 | Wisła (odwołane)             |
| 2015 | Wisła                        |
| 2016 | Szklarska Poręba             |
| 2017 | Wisła/Szklarska Poręba       |
| 2018 | Szklarska Poręba             |
| 2019 | Wisła/Szklarska Poręba       |
| 2020 | Zakopane                     |
| 2021 | Zakopane                     |
| 2022 | Zakopane                     |
| 2023 | Zakopane/Szklarska Poręba    |
| 2024 | Szczyrbskie Jezioro          |
| 2025 | Szczyrbskie Jezioro/Zakopane |